# Земці (Калузька область)
Земці (рос. Земцы) — присілок в Спас-Деменському районі Калузької області Російської Федерації.
Населення становить 2 особи. Входить до складу муніципального утворення Присілок Понизовье.

## Історія
Від 2004 року входить до складу муніципального утворення Присілок Понизовье

## Населення
| 2002 | 2007 | 2010 |
| ---- | ---- | ---- |
| 14   | ↗17  | ↘2   |